# L'Hermenault
L'Hermenault är en kommun i departementet Vendée i regionen Pays de la Loire i västra Frankrike. Kommunen ligger i kantonen L'Hermenault som tillhör arrondissementet Fontenay-le-Comte. År 2022 hade L'Hermenault 903 invånare.

## Befolkningsutveckling
Antalet invånare i kommunen L'Hermenault
| Referens: INSEE |